# Elif Öner
Nedime Elif Ağca (ur. 10 lutego 1984 w Ankarze) – turecka siatkarka, reprezentantka kraju, grająca na pozycji rozgrywającej. Obecnie była zawodniczką Fenerbahçe SK.

## Sukcesy klubowe
Mistrzostwo Turcji:
- 2004, 2005, 2012, 2015
- 2002, 2003, 2006, 2009, 2014
- 2011

Puchar Top Teams:
- 2004

Puchar Francji:
- 2008

Mistrzostwo Francji:
- 2008

Puchar Challenge:
- 2010

Puchar Turcji:
- 2011, 2012, 2015

Superpuchar Turcji:
- 2011

Klubowe Mistrzostwa Świata:
- 2012

Puchar CEV:
- 2014
- 2013

## Sukcesy reprezentacyjne
Igrzyska Śródziemnomorskie:
- 2005

## Nagrody indywidualne
- 2012: Najlepsza rozgrywająca Klubowych Mistrzostw Świata
- 2012: Najlepsza rozgrywająca tureckiej Aroma 1. Lig w sezonie 2011/2012